# ラジオこまつ

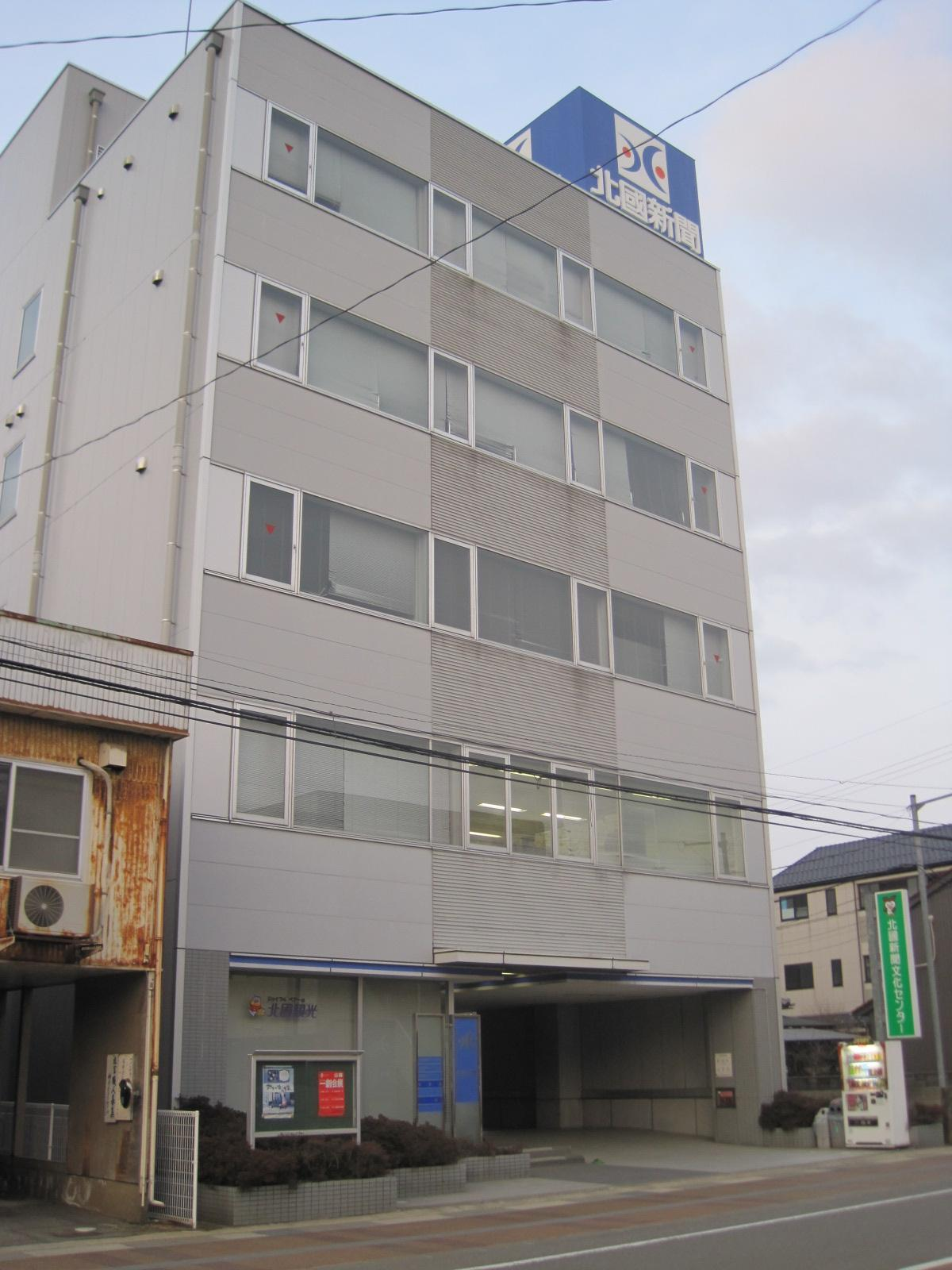
ラジオこまつが入居する北國新聞社小松支社

株式会社ラジオこまつは、石川県小松市と、周辺の能美市ならびに加賀市の各一部地域を放送区域として超短波放送（FM放送）を行っている特定地上基幹放送事業者である。同一の愛称でコミュニティ放送（コミュニティFM）を行っている。

## 概要
北國新聞グループの放送局で、北國新聞社が筆頭株主となっている（2020年11月1日時点の出資比率は13%）。同グループのラジオかなざわ、ラジオななお、ラジオたかおかの番組もネットしており、同じ年に開局したラジオななおと共通（同じ曲の歌詞違い）のステーションジングルを使用している。放送開始起点は5時で24時間放送、日曜日の24時に放送終了となるが、日曜の深夜帯（月曜日0時から5時まで）も原則としてインストゥルメンタルのフィラー音楽が放送される。
スタジオは本社のほか、小松駅近くの小松市民交流プラザThe MAT's内に公開サテライトスタジオがある。なお、ラジオかなざわ・ラジオななお同様に、放送局公式のSNS（Twitter・Facebook・Instagram）は開設していない。
祝日・年末年始（基本的に12月29日から1月3日まで）・お盆（8月11日から8月16日まで）は、自社制作の生放送ワイド番組が放送休止となる。

## 番組編成の特徴
自社制作番組は近年減少傾向にある。開局以来続いてきた夕方の生ワイド番組や金曜日の生放送がなくなり、現在ではラジオかなざわの番組をネットしている。
ミュージックバードの番組も放送するが、COMMUNITYチャンネルのほかKAYO&ENKAチャンネルやJ-POPリフレイン、J-HITSの番組も放送される。また、石川県内の北國系列のコミュニティFMでは唯一洋楽を主体とした音楽編成が行われている。

## 主な番組
2022年9月時点。現在の番組の詳細は、公式サイトの最新タイムテーブル・番組紹介あるいは番組表を参照。
ネット番組
| 番組名                                 | 放送時間                                                                                     | ネット局                                   | 備考                                                       |
| -------------------------------------- | -------------------------------------------------------------------------------------------- | ------------------------------------------ | ---------------------------------------------------------- |
| 伝えたい残したい 小松・加賀の唄        | 毎日 21:54 - 22:00                                                                           | ラジオかなざわ ラジオななお                | ネット局では放送時間が異なる。                             |
| ようちんのまたまたえ〜んかい           | 火曜日 18:30 - 18:55                                                                         | ラジオかなざわ ラジオななお ラジオたかおか |                                                            |
| 摩耶の刺激的好奇心                     | 水曜日 19:00 - 19:30                                                                         | ラジオかなざわ ラジオななお                | 本放送と再放送を隔週で実施。                               |
| なかっちのミュージックジャンクボックス | 木曜日 14:00 - 15:00 木曜日 19:00 - 19:54（再放送、放送当日） 土曜日 17:00 - 17:55（再放送） | ラジオかなざわ ラジオななお                | かなざわは金曜日19時台に放送。再放送はこまつのみ。         |
| 若杉しげるの演歌でよいしょ!            | 木曜日 18:30 - 18:55                                                                         | ラジオかなざわ ラジオななお ラジオたかおか |                                                            |
| なんかがあーるラジオマガジン           | 金曜日 14:00 - 15:00                                                                         | ラジオかなざわ ラジオななお                |                                                            |
| 世界に向かって飛び立て!公立小松大学    | 土曜日 9:30 - 9:45                                                                           | ラジオかなざわ ラジオななお ラジオたかおか | 本放送と再放送を隔週で実施。 年度上期（4月 - 9月）は休止。 |

単独放送
- なかっちのオールタイムミュージック（月曜日 - 金曜日 9:00 - 9:54）
- なんかがあーるラジオ（月曜日・水曜日・木曜日 11:00 - 12:55・火曜日 11:00 - 12:30、生放送番組のため祝日など特定期間は休止）
- 小松市広報 わくわくタイム（火曜日 12:30 - 13:00）[6]
- 教えて!小松空港 北陸エアターミナルビル最新情報（月曜日 - 木曜日 16:54 - 17:00・金曜日 14:25 - 14:30）
  - ラジオかなざわ・ななおでは『なんかがあーるラジオマガジン』内での放送。
- 今夜も小松はいいカンジ（木曜日 18:00 - 18:30）

## 主なパーソナリティ
現在
- 杉田美里
- 黒滝美幸
- 越村紀子
- 川上陽子
- 松岡理恵

過去
- ハンディやしき

## インターネット配信
2016年4月1日から、ほかの北國系列のコミュニティFMと同様にJCBAインターネットサイマルラジオを通じてインターネットラジオの配信を実施している。ラジオこまつでの実施時間は以下のとおり（2020年時点）。なお、時間内であっても、演歌などの音楽番組は配信対象外となっている。
- 月曜日 - 金曜日：6:00 - 19:00
- 土曜日・日曜日：7:00 - 19:00